# Brok (Bier)

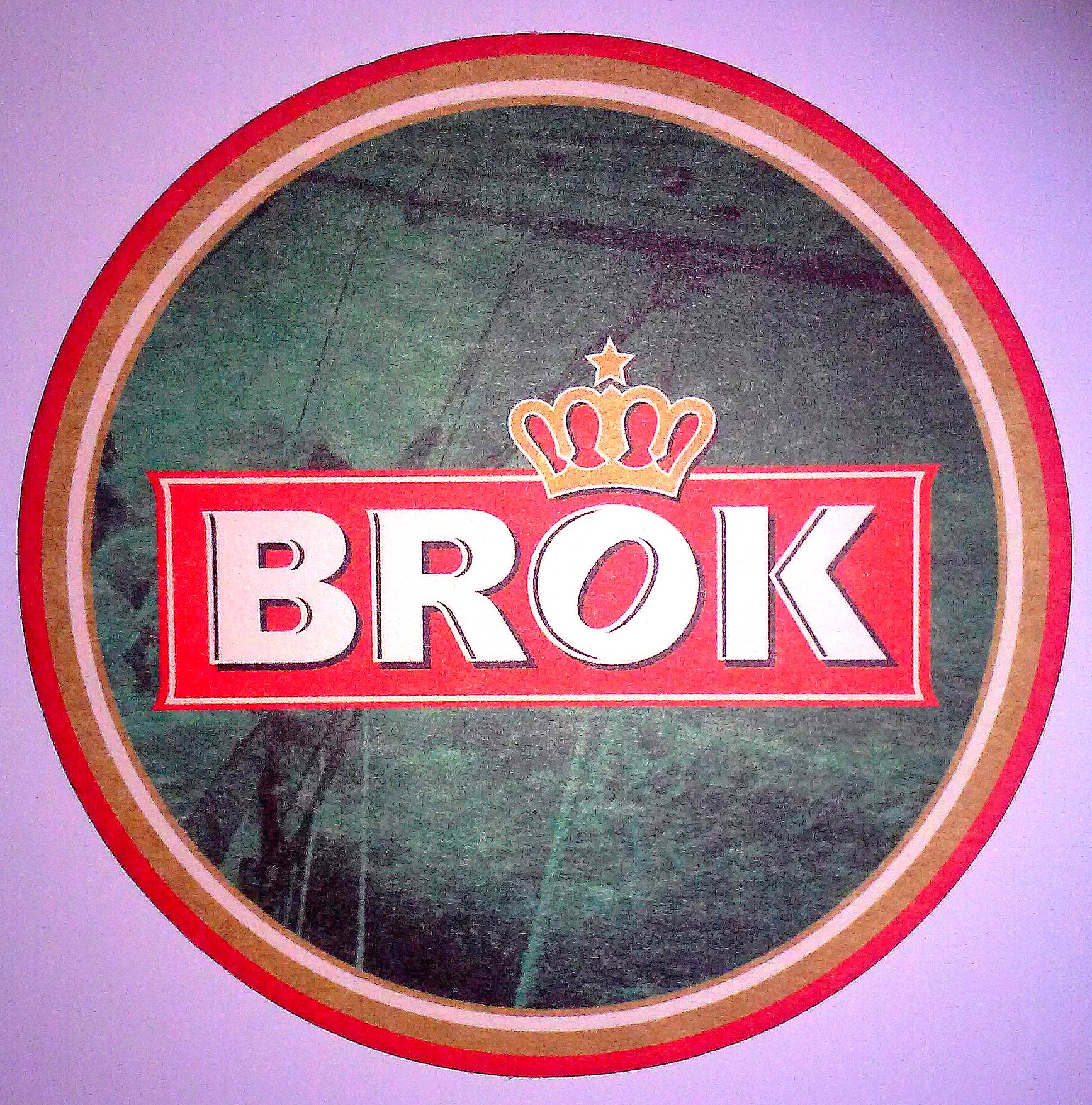
Bierdeckel

Brok ist ein helles Bier aus Polen mit einem Alkoholgehalt von 6 % Vol. Es wird in der Brauerei in Koszalin gebraut, die zum Van-Pur-Konzern gehört, einem deutsch-polnischen Joint Venture. Die Tradition des Bierbrauens in Koszalin stammt aus dem Mittelalter, die derzeitige Brauerei entstand Mitte des 19. Jahrhunderts. Im Logo ist die Wortmarke mit einem gekrönten O.